# 1853 aux États-Unis
Pour des articles plus généraux, voir Chronologie des États-Unis et 1853.
Chronologie des États-Unis
- 1849
- 1850
- 1851
- 1852
- 1853
- 1854
- 1855
- 1856
- 1857

Cette page concerne des événements d'actualité qui se sont produits durant l'année 1853 du calendrier grégorien aux États-Unis.

## Gouvernement
- Président : Millard Fillmore (Whig) puis Franklin Pierce Démocrate à partir du 4 mars
- Vice-président : vacant, puis William Rufus DeVane King Démocrate à partir du 4 mars jusqu'au 18 avril, puis vacant
- Secrétaire d'État : Edward Everett jusqu'au 3 mars, puis Secrétaire d'État intérimaire : William Hunter à partir du 4 mars, puis Secrétaire d'État : William L. Marcy à partir du 7 mars
- Chambre des représentants - Président : Linn Boyd Démocrate jusqu'au 4 mars puis à partir du 5 décembre

## Événements
- 6 janvier : fondation de l’East Florida Seminary,, à l’origine de l’université de Floride[1].
- 22 février : fondation de l'Université Washington à Saint-Louis.

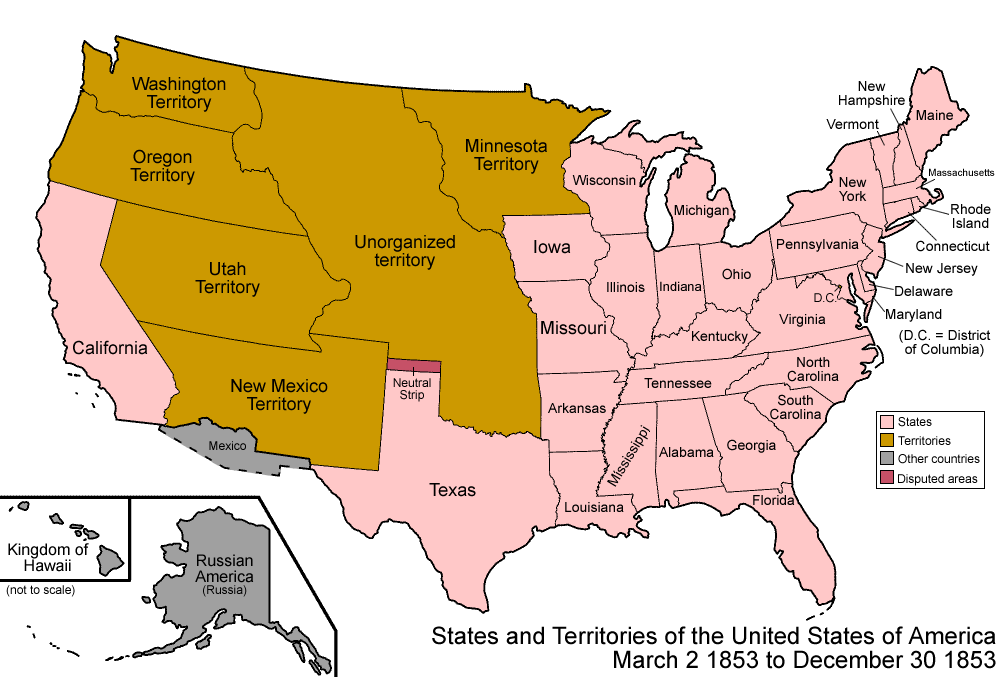
2 mars - 30 décembre 1853

- 2 mars : le Territoire de Washington est séparé du Territoire de l'Oregon ; il est formé de l'actuel État du Washington, du nord de l'Idaho et de la pointe ouest du Montana. Le Territoire de l'Oregon conserve tout l'Oregon, le sud de l'Idaho et une partie du Wyoming[2].
- 4 mars : cérémonie d'investiture à Washington D.C. du quatorzième président des États-Unis, Franklin Pierce[3].
- 5 mars : fondation de la maison de facture de pianos Steinway, à New York[4].
- 11-13 mars : intervention des États-Unis au Nicaragua pour protéger des citoyens et des intérêts américains pendant les troubles politiques[5].
- 14 mars : Oscar Levi Strauss s'installe à San Francisco
- 29 mars : ouverture de l'université de l'Est du Michigan, université publique, située à Ypsilanti dans le Michigan, fondée en 1849.
- Mai : une éruption de fièvre jaune tue 7 790 personnes à La Nouvelle-Orléans.
- 23 mai : première mention de Seattle (État de Washington) sur des plans du cadastre.
- 8 juillet : Matthew Perry aborde les côtes japonaises au large d'Uraga dans la baie de Tokyo. Les représentants du shogun, lui demandent de se rendre à Nagasaki, alors seul port nippon ouvert au commerce occidental. Perry refuse de quitter les lieux et menace même d'employer la force s'il ne parvient pas à remettre le message du président Millard Fillmore.
- 14 juillet : Matthew Perry et ses canonnières à vapeur font une impression telle que les délégués nippons acceptent la requête de Perry en l'autorisant à débarquer à Kurihama (actuel Yokosuka). Puis, le commodore se replie sur les côtes chinoises promettant de revenir dans un an pour recevoir une réponse officielle.
- 14 juillet - 14 novembre : Exhibition of the Industry of All Nations, exposition universelle à New York. Elisha Otis y présente le frein parachute qui sécurise les ascenseurs.
- 18 juillet : la Compagnie de chemin de fer du Grand Tronc du Canada relie Montréal à Portland (Maine)[6].
- 25 juillet : Joaquin Murietta surnommé "le Mexicain" ou le "Robin des Bois chilien" ou encore "le Robin des Bois d'El Dorado", est tué par des forces gouvernemental, personnage semi-légendaire de la Californie à l'époque de la ruée vers l'or. Selon les points de vue, c'était un dangereux hors-la-loi ou un patriote mexicain.
- 24 août : invention des chips attribuée à George Crum, un chef cuisinier au Moon Lake Lodge à Saratoga Springs (New York). C'est à cause d'un client (que l'on pense être Cornelius Vanderbilt) particulièrement exigeant que George Crum  mit au point malgré lui ce qui allait devenir les amuse-gueules les plus répandus au monde. Pour la deuxième fois de suite, le client refuse son assiette de frites, trop épaisses à son goût. Vert de rage, le chef décide d'émincer les pommes de terre en tranches aussi fines que possible. Quelques minutes de friture, un peu de sel et le tour est joué. Mais contre toute attente ces « copeaux » de pommes de terre ont un véritable succès. George Crum décide même d'en faire sa spécialité et de les inscrire sur sa carte. Ils devinrent une spécialité nommée selon le nom du village, Saratoga Chips.
- 10 septembre : traité de Table Rock. Les Indiens Rogue River, qui peuplent l’Oregon acceptent de céder leurs terres aux colons en échange de 15 000 dollars, qui ne leur seront jamais versés[7].
- 4 octobre : lancement du Great Republic, le plus grand clipper marchand en bois jamais construit. Ce quatre-mâts barque a été réalisé par le concepteur naval Donald McKay (en) sur son chantier de East Boston.
- 15 octobre : le flibustier William Walker accompagné de 45 hommes, Walker commence sa première expédition de flibuste : la conquête des territoires mexicains de la Basse-Californie et de la Sonora[8].
- 3 novembre : William Walker réussit à s'emparer de La Paz, capitale de la Basse-Californie, qui est un vaste territoire très peu peuplé[8]. Il fait de La Paz la capitale de la nouvelle République de Basse-Californie, dont il se proclame président. Bien qu'il n'ait jamais réussi à s'approprier la Sonora, il décide trois mois plus tard d'intégrer la Basse Californie à une grande République de Sonora. Le manque de soutien matériel et une résistance inattendue de la part des Mexicains contraignent Walker à battre en retraite. De retour en Californie, il est jugé pour avoir mené une guerre illégale. Cependant, à cette époque, l'opinion du sud et de l'ouest des États-Unis juge plutôt d'un bon œil ces tentatives d'expansion (voir Destinée manifeste). Il ne fallut pas plus de huit minutes pour que Walker soit acquitté.

L'achat Gadsden (représentation des états et principales villes actuelles)

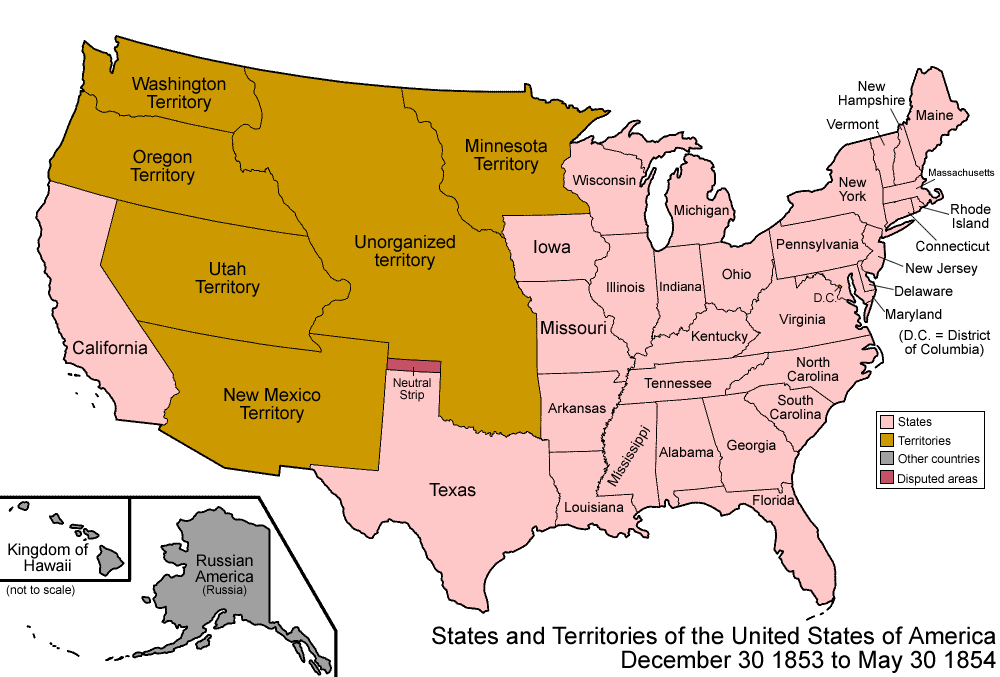
30 décembre 1853 - 30 mai 1854

- 30 décembre : achat Gadsden. Acquisition par les États-Unis d'une zone de 77 700 km2 de ce qui est de nos jours le sud de l'Arizona et du Nouveau-Mexique, au sud de la rivière Gila et à l'ouest du Río Grande, vendue par le Mexique[9].

## Naissances
- 5 mars : Howard Pyle, († 9 novembre 1911), est un illustrateur américain et écrivain d'ouvrages destinés à la jeunesse. Natif de Wilmington (Delaware).
- 11 septembre : Stanford White († 25 juin 1906)
- 24 octobre : Barton Warren Evermann (mort en 1932), ichtyologiste américain.
- 9 novembre : Stanford White († 25 juin 1906), était un architecte américain. Il conçut les plans de maisons bourgeoises et des bâtiments publics, et en particulier l'arche de Washington Square Park et la Judson Memorial Church à New York. Il fut assassiné par Harry K. Thaw, un mari millionnaire et jaloux de Evelyn Nesbit, une actrice et modèle que White avait séduite alors qu'elle avait 16 ans.
- 24 novembre : Bat Masterson, (décédé le 25 octobre 1921) fut une figure de l'Ouest Américain. Il vécut une vie d'aventurier qui inclut notamment les activités de chasseur de bisons, d'éclaireur de l'US Army, de joueur, de garde-frontière, de marshal puis d'éditeur de magazines sportifs et journaliste pour le New York Newspaper.

## Décès
- 18 avril : William Rufus DeVane King, (° 7 avril 1786), est le treizième vice-président des États-Unis.

#### Articles généraux
- Histoire des États-Unis de 1776 à 1865
- Évolution territoriale des États-Unis
- Ruée vers l'or en Californie

#### Articles sur l'année 1853 aux États-Unis
- Achat Gadsden
- Elliott Cutoff